# Isokelekel
Isokelekel est un ancien héros guerrier semi-mythique et un demi-dieu qui a fondé la Pohnpei pré-moderne entre les années 1500 et le début des années 1600. Il envahit l'île, mit fin au régime oppressif des Saudeleur et institua le système de chefferie décentralisée (nahnmwarki) qui a survécu jusqu'à nos jours.

## Contexte
Isokelekel (en pohnpei : « noble brillant », « roi merveilleux ») était un fils semi-mythique du dieu pohnpeien Nansapwe et de la femme du clan de Nansapwe, Lipahnmei. Celle-ci est venue à Pohnpei depuis Katau. « Katau » est un terme pohnpeien faisant référence à l'est, bien qu'on ne sache pas exactement où. Certains disent que « Katau » est une référence au « monde du ciel ». En se basant sur l'absence de l'emplacement de Kosrae dans les traditions de navigation des Îles Carolines à l'époque du contact, le manque de compétences des Kosraens en navigation en haute mer et le manque d'influence notable du Kosraen sur la langue pohnpei, il est peu probable qu'Isokelekel soit venu de Kosrae. Cependant, il est peut-être venu des îles Marshall ou de Kiribati.
Avec l'aide des peuples autochtones de Pohnpei, Isokelekel a battu la dynastie Saudeleur de Pohnpei, une île des États fédérés modernes de Micronésie, entre le début du XVIe ou du XVIIe siècle,. Certaines variantes kosraéennes nomment ce héros Nanparadak (dans certaines histoires orales pohnpéiennes, Nanparadak est le lieutenant d'Isokelekel), avec des caractéristiques plus proches des contes ulithiens du même archétype. Il est considéré comme le père du Pohnpei moderne. 
Il existe une grande variation entre les sources concernant les événements exacts survenus avant et pendant l'invasion de Pohnpei ; il existe au moins 13 récits différents publiés sur la guerre. Dans la plupart des versions de la légende d'Isokelekel, le règne des Saudeleur était devenu oppressif sous son système social centralisé abusif, et ses seigneurs avaient offensé le dieu du tonnerre Nan Sapwe, scellant le sort de la dynastie. La culture pohnpeienne est fortement autonome et décentralisée, et ergoter directement et publiquement sur les variations est considéré comme une mauvaise forme. Les différences entre les nombreux récits sont en outre attribuées à un large éventail de phénomènes culturels, allant des groupes sociaux kava (en) à l’affiliation clanique. Par conséquent, toute version préférée est généralement le produit d'une mesure de l'intérêt personnel et de l'autonomie,,,,,.
Les chefs modernes de Pohnpei font remonter leur lignée à Isokelekel, et selon cette légende, les Pohnpeiens modernes sont les descendants du groupe d'invasion d'Isokelekel,.

## Biographie

### Origines
Selon la plupart des versions de la naissance légendaire d'Isokelekel, son père est le dieu du tonnerre Nansapwe. Nansapwe avait commis l'adultère avec la femme du seigneur Saudeleur. En colère, le seigneur Saudeleur entreprit de capturer Nansapwe. Certaines versions affirment que le souverain avait également irrité d'autres dieux du panthéon pohnpéien et insulté un grand prêtre qui avait prophétisé la chute du Saudeleur. Ces offenses, ainsi que le système oppressif de propriété foncière et de tribut des Saudeleur, ont attiré la colère des dieux, des humains et des animaux,,.
Nansapwe, offensé par le Saudeleur, quitta Pohnpei pour une île située « sous le vent de Katau » (à l'est de Pohnpei). Certaines versions indiquent que le Dieu du Tonnerre s'est enfui vers le monde céleste de l'Est de Katau. Après s'être enfui, il a mis enceinte une humaine stérile de son propre clan Dipwenpahnmei (Sous-l'arbre-à-pain) nommée Lipahnmei en lui donnant un citron vert. Cette union incestueuse a donné naissance au semi-divin Isokelekel, qui dans le ventre maternel a connu son destin de vengeance,,,,,,,,,.
Plusieurs versions extrêmement variées omettent complètement la paternité divine d'Isokelekel, se concentrant sur un manquement aux normes culturelles de la part du Saudeleur qui n'a pas fourni de nourriture à Isokelekel lorsqu'il est arrivé. Dans ces versions, on lui attribue même parfois des origines pohnpeiennes, et il venge la mort de son frère, plutôt que la honte de son père divin. Dans d'autres versions, Isokelekel est le produit d'un jeune déifié par le dieu du tonnerre et d'une humaine Dipwenpahnmei ou de deux frères vengeant le meurtre de leur père par le Saudeleur.
Même si le père d'Isokelekel était généralement considéré comme une divinité pohnpeienne, Isokelekel était résolument étranger. Il est décrit dans la légende comme ayant la peau foncée et « sauvage ». Brown (1907) estime qu'Isokelekel était peut-être d'origine papouasienne. Ses origines sont souvent décrites comme méridionales ou « sous le vent »,,.
Dans certaines variantes, Isokelekel arrive pour la première fois sur Pohnpei alors qu'il pêche, et dans d'autres, il est effrayé par les colonies massives, revenant plus tard pour conquérir l'île.

### Invasion de Pohnpei

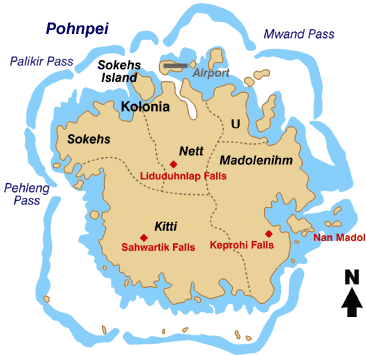
Carte de la municipalité de Pohnpei

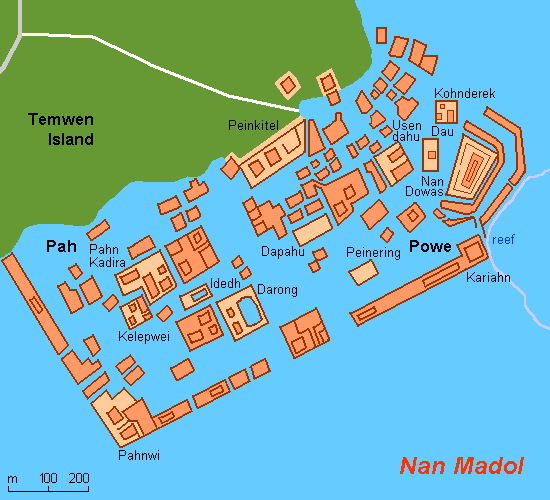
Complexe Nan Madol.

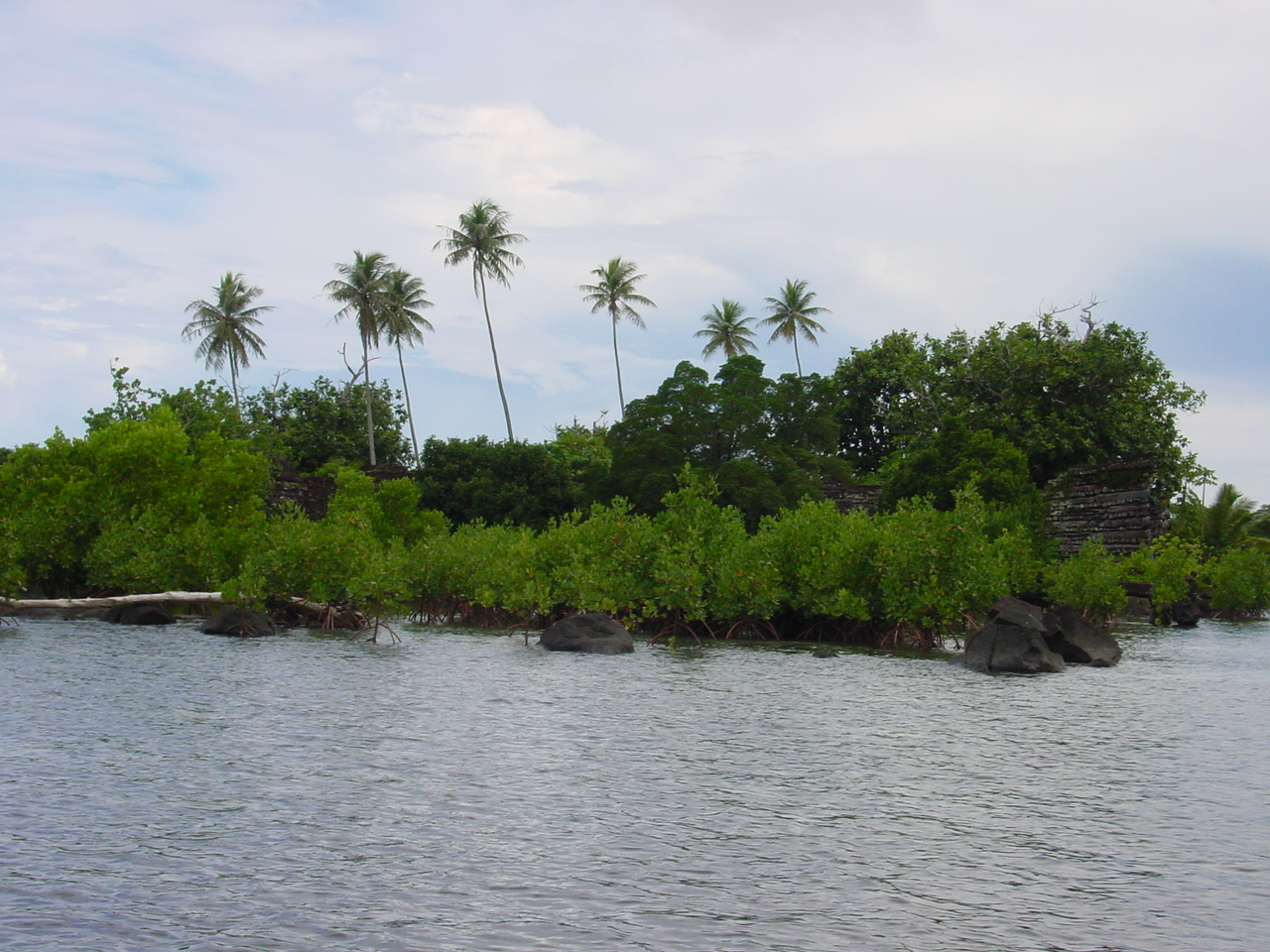
Vue sur le littoral de Nan Madol.

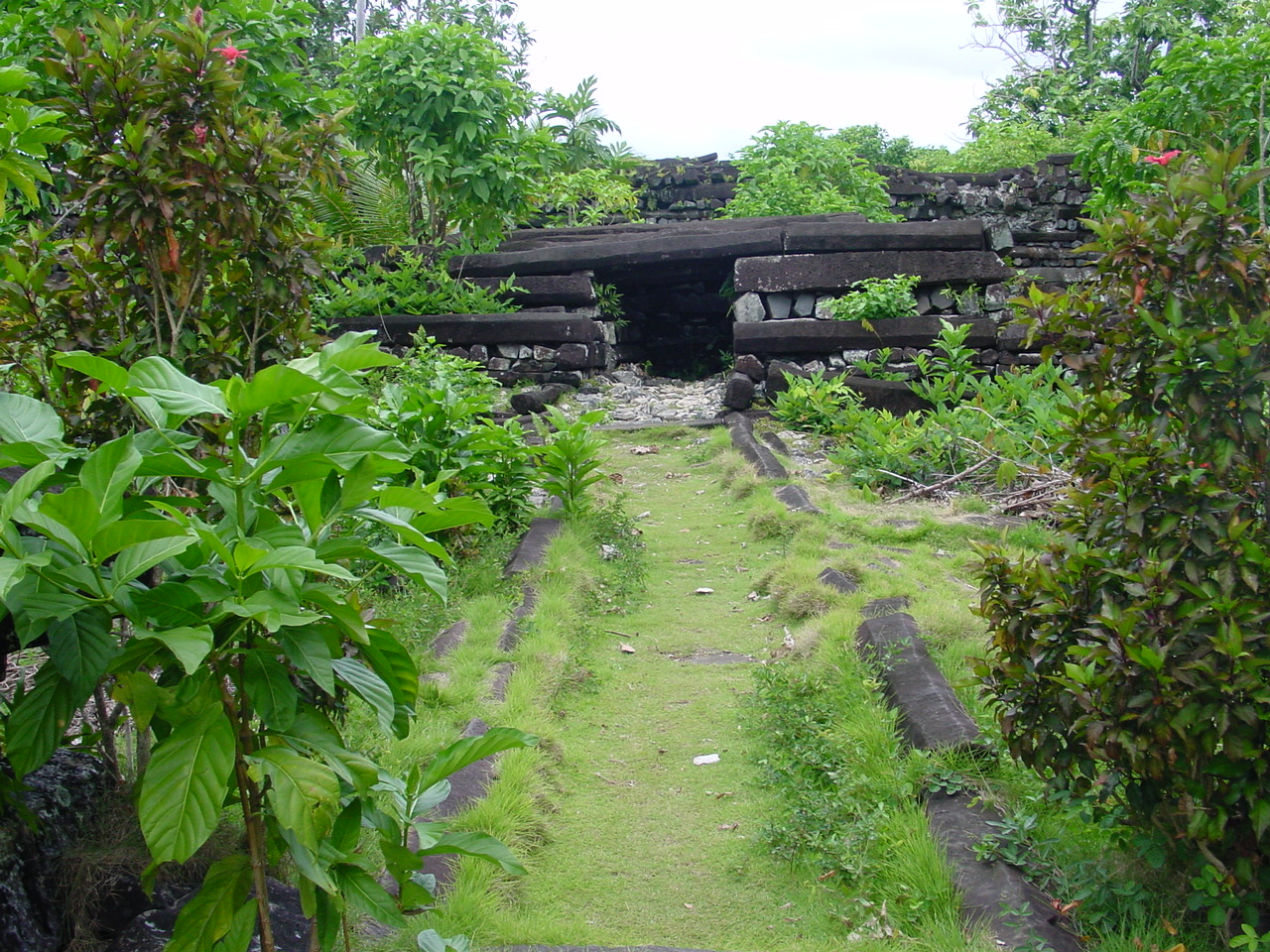
Entrée intérieure de Nan Madol.

À l'âge adulte, Isokelekel embarqua avec 333 hommes, femmes et enfants avec l'intention secrète de conquérir Pohnpei,,,,. L'embarquement était consacré par un sacrifice humain, un rituel répandu dans la culture polynésienne, mais tout à fait rare dans l'histoire de Pohnpei.
Selon la tradition, Isokelekel s'est arrêté à plusieurs endroits dans les îles Carolines orientales en route vers Pohnpei, notamment à l'atoll d'And près de Kitti, à Losap dans les îles Nomoi (en) et à Pingelap. Selon certaines versions, c'est sur l'atoll d'And qu'Isokelekel apprend de sa mère, d'un oiseau, d'une amante âgée ou par divination, que sa mission est de conquérir Pohnpei. Le canot des envahisseurs est entré pour la première fois sur le territoire pohnpéien par un canal près de Kehpara, une île récifale près de Kitti. Depuis Kitti, Isokelekel fit le tour de Pohnpei dans le sens des aiguilles d'une montre — un thème recurrent de la mythologie pohnpéienne. Isokelekel s'est arrêté à Palikir, où on lui a offert des restes de lihli (pudding à l'arbre à pain), un geste interdit envers les personnes de haut rang, ce qui a valu à Pohnpei le surnom de Sapwen luh Pohnpei (Terre des restes de Pohnpei). En chemin vers Nan Madol, Isokelekel a reçu des noyaux d'arbre à pain du chef de l'atoll d'And. Dans leur culture, les noyaux d'arbre à pain étaient le repas des guerriers sur le point de se battre, et l'offrande constituait une invitation à combattre le roi Saudeleur. Alors qu'il se trouvait sur l'île And, Isokelekel a noué une relation amoureuse avec une femme indigène nommée Likamadau (« Femme qui réfléchit »), démontrant ainsi son intention de cultiver des liens étroits avec les Pohnpeians et de s'opposer uniquement au roi Saudeleur. Des versions localisées mineures du mythe d'Isokelekel incluent que le groupe d'invasion a navigué au-delà de certaines zones parce que les dieux locaux les protégeaient. À Nahrihnnahnsapwe, une petite île récifale près de Nan Madol, Isokelekel a accompli des rites pour réaffirmer son intention de conquérir Pohnpei. Le groupe d'invasion attendait une invitation pour entrer à Ewenkep, une brèche dans le récif près de l'îlot Mall au sud de Nanmadol. Le seigneur Saudeleur Saudemwohl ne savait pas que le fils du Dieu du Tonnerre était à bord, cependant, il envoya une flotte pour accueillir les visiteurs, les recevant comme invités à Kalapuel, Nan Madol, au large de l'île principale de Pohnpei.
Selon de nombreuses versions, la guerre a éclaté à Nan Madol après qu'un jeu entre les enfants locaux et ceux du canoë d'Isokelekel ait dégénéré en bagarre. Dans une autre version, Isokelekel aurait demandé à son lieutenant de provoquer un guerrier local lors d'une rencontre convenue. D'autres récits affirment qu'Isokelekel aurait organisé une insurrection après avoir gagné la confiance de ses hôtes, et avec l'aide des habitants opprimés,. Un autre raconte qu'en voyant les fortifications de Nan Madol, Isokelekel décida de se retirer, mais fut aidé par une femme méprisée et rejetée de la famille régnante des Saudeleur. Dans certaines versions, les guerriers d'Isokelekel sont aidés par des armes cachées qui apparaissent soudainement.
Un événement marquant de la guerre fut le lancer d'une lance dans le pied du lieutenant d'Isokelekel lors de sa retraite. Cependant, le lanceur et l'identité du lieutenant varient selon les versions de la légende. Certains affirment que le lieutenant, nommé Nanparadak ou Nahnapas, aurait enfoncé sa lance dans son pied pour l'ancrer au milieu de la retraite afin de rallier les envahisseurs. D'autres disent qu'Isokelekel lui-même a lancé la lance,.
Le cours de la guerre s'est inversé à plusieurs reprises mais s'est terminé contre le Saudeleur, qui s'est retiré avec son armée dans l'île principale de Pohnpei. Dans certaines versions, Isokelekel a perdu un œil lors de sa conquête de Nan Madol. Alors que le seigneur Saudeleur se retirait, son lieutenant jeta une pierre sur Isokelekel, l'aveuglant et le mutilant. Plus tard, admiratif de son habileté et de son courage, Isokelekel fit de ce guerrier son général, dont les descendants occupent aujourd'hui des places d'honneur dans les fêtes cérémonielles aux côtés des descendants d'Isokelekel,. La plupart des versions du mythe d'Isokelekel incluent un personnage appelé Lepen Moar, assistant du Saudeleur, bien qu'il n'y ait pas de consensus sur son rôle. Il échoue à fournir de la nourriture au groupe d'Isokelekel, ce qui conduit à la guerre ; ou conduit l'armée du seigneur Saudeleur à mettre en déroute l'invasion ; ou était le lieutenant qui a lancé la pierre frappant Isokelekel.
La légende raconte que la bataille s'est terminée lorsque le seigneur Saudeleur, Saudemwohl, s'est retiré toujours en amont d'un ruisseau, où il s'est transformé en poisson et demeure encore aujourd'hui,,.
Petersen présente une analyse alternative du mythe d'Isokelekel selon laquelle le leader historique n'a pas envahi Pohnpei, mais seulement la région de Madolenihmw. Ceci, à son tour, a alimenté les légendes orales politiquement décentralisées derrière Nan Madol,.

### Règne
Isokelekel résidait avec sa famille à Nan Madol sur l'île de Temwen, bien que sa capitale soit Madolenihmw.  Il a été décrit de diverses manières comme s'emparant du règne du Saudeleur et comme gagnant le consensus de l'élite lors de son installation comme premier nahnmwarki. Isokelekel a divisé Pohnpei en trois chefferies autonomes sur la base de divisions préexistantes ; ce nombre est ensuite passé à cinq. Il a convoqué l'élite de Pohnpei et des îles environnantes, à qui il a annoncé un changement de régime bienvenu et avec laquelle il a consulté pour créer un nouveau système politique décentralisé à Pohnpei,. Certaines versions mythologiques font état d'une inspiration divine du dieu Luhk, qui aurait amené les trois chefs vaincus dans une pirogue volante,. Bien que le système politique ait été grandement décentralisé depuis l'époque des Saudeleur, de nombreuses méthodes de paiement du tribut aux classes supérieures sont restées inchangées : les paiements uhpa (service) et nohpwei (premiers fruits) de l'ère des Saudeleur sont restés coutumiers, et les institutions religieuses telles que le nah ont continué à se développer,. Sokehs, une région prestigieuse de Pohnpei sous le règne de Saudeleur, fut en grande partie dépouillée de sa puissance,.
À Pahn Akuwalap, Isokelekel a institué un nouvel ordre politique, le nahnmwarki sacré, le nahnken mineur et le système de titres sacerdotaux qui restent en usage moderne à Pohnpei,. Dans l’ensemble, son règne est caractérisé dans la légende comme doux. Il avait notamment comme titres suprêmes Wasa Lapalap à Madolenihmw, Sangoro à Uh, Pwoudo à Nett et Iso Eni à Sokehs.
Bien que les nahnken soient également sacrés, les nahnmwarki en particulier étaient sacrosaints et soumis à plusieurs tabous. Il était interdit aux Nahnmwarki d'apparaître en public et ils étaient communiqués aux roturiers par le biais du nahnken. Cela servait à protéger la nature sacrosainte du souverain et à le protéger contre les abus d’autorité. Les familles Nahnmwarki et Nahnken se mariaient entre elles et, à l'exception du fils d'Isokelekel, le titre de règne était transmis de manière matrilinéaire. En général, les hommes étaient encouragés à épouser les filles de leurs tantes paternelles (leurs cousines germaines),.
Durant son règne, Isokelekel et son parti se marièrent et s'assimilèrent autant que possible à la société pohnpeienne, cependant, le semi-divin Isokelekel resta au-dessus de nombreux tabous stricts, prenant sa sœur pour épouse. À un moment donné, il a demandé à l'une de ses femmes enceintes de Pohnpei de tuer l'enfant si elle donnait naissance à un garçon. Elle a accouché en son absence et, au lieu de suivre ses instructions, elle a caché son fils Nahnlepenien chez un couple de personnes âgées. Isokelekel a rencontré son fils à l'âge adulte ; Nahnlepenien a été reconnu comme spécial en raison de sa désinvolture flagrante avec le divin Isokelekel et de la rupture d'autres tabous stricts. Isokelekel a décidé d'épargner son fils après s'être attaché à lui,. De là, l'origine du nahnken a également une base mythique : les Nahnlepenien ont brisé les coutumes et les tabous pohnpéiens, y compris le tabou de l'inceste avec la sœur aînée d'Isokelekel, une figure maternelle dans la culture. Isokelekel était réticent à punir son fils et lui épargnait les châtiments corporels. Au lieu de cela, il a créé le titre de nahnken, un rang inférieur à nahnmwarki, pour son fils,.

### Suicide
À Peikapw, un lieu de prière, Isokelekel vit son reflet dans un bassin d'eau et, réalisant sa vieillesse, décida de se suicider. Selon une légende, il aurait attaché son pénis au sommet d'un jeune palmier. En lâchant l'arbre courbé, son pénis fut arraché et Isokelekel se vida de son sang,.
On pense que les restes d'Isokelekel se trouvent dans une grande morgue sur l'île de Temwen. Certains pensent cependant que le tombeau n'est qu'un leurre et que le héros a été enterré en mer. Néanmoins, le tombeau est un site sacré. En 1907, lorsque le gouverneur allemand Berg insista pour que la crypte soit fouillée, il mourut d'une insolation, confirmant auprès des habitants la puissance de ses reliques. La tombe fut à nouveau fouillée en 1928 par les Japonais, qui trouvèrent des os plus gros que ceux des Pohnpeiens modernes,.

## Postérité
Aujourd'hui, Isokelekel est considéré comme un héros culturel à Kosrae et à Pohnpei. Il a laissé de nombreux principaux prétendants à sa descendance sur le Pohnpei moderne, y compris plus de 22 générations de descendants régnants de nahnmwarki. Les chefs modernes de Pohnpei font remonter leur lignée à Isokelekel, bien que les chefs nahnken locaux en soient venus à détenir des titres dans des lignées doubles,.
L'association d'Isokelekel avec l'invincibilité est telle qu'un Kosraéen prononçant ce nom à un Pohnpeien équivaut à un défi non dissimulé. Petersen identifie un thème culturel de prudence dans le mythe d'Isokelekel dans les relations avec les puissances étrangères, applicable de manière moderne aux États-Unis. Petersen (1990) remarque également que « l'initiation d'événements importants dans la mythologie de Pohnpei est souvent attribuée à des étrangers », le principal exemple étant Isokelekel et le Saudeleur.
La légende d'Isokelekel est également utilisée pour expliquer la composition raciale mixte de Pohnpei par rapport à son origine micronésienne. Le groupe d'Isokelekel s'est complètement installé dans les zones les plus peuplées de l'est de Pohnpei, d'où leurs relations se sont diffusées.